# Abschied nehmen
Abschied nehmen ist ein Lied des deutschen Soul- und R&B-Sängers Xavier Naidoo, das im März 2002 erschien.

## Entstehung und Veröffentlichung
Das Lied wurde vom Interpreten selbst, zusammen mit Michael Herberger, getextet, komponiert sowie produziert.
Die Erstveröffentlichung von Abschied nehmen erfolgte am 25. März 2002 bei Naidoo Records, als Teil von Naidoos dritten Studioalbum Zwischenspiel – Alles für den Herrn (Katalognummer: 908-66022). Am 4. Dezember 2002 erschien das Lied als vierte Singleauskopplung aus dem Album. Diese erschien als CD-Maxi-Single mit sieben verschiedenen Versionen des Liedes (Katalognummer: CDS 056-66063).

## Musikvideo
Das dazugehörige Musikvideo entstand unter der Regie von Norman Hafezi und Neon.

## Chartplatzierungen
In Deutschland konnte sich das Lied 15 Wochen in den Singlecharts halten, sechs davon in den Top 10. Zwei Wochen belegte das Lied dort Platz 5 und ist nach den Vorgängern Wo willst du hin? (Februar 2002) und Bevor du gehst (Juni 2002) bereits die dritte Top-10-Single Naidoos im Kalenderjahr 2002 sowie die fünfte insgesamt. Im Jahr 2008 konnte sich das Lied nochmals eine Woche in den Charts platzieren. In Österreich konnte Abschied nehmen Platz sechs erreichen und blieb dort 23 Wochen in den Charts. In der Schweiz belegte das Lied Platz 43 und hielt sich dort zehn Wochen in den Singlecharts.
| ChartsChartplatzierungen | Höchstplatzierung | Wochen |
| ------------------------ | ----------------- | ------ |
| Deutschland (GfK)        | 5 (15 Wo.)        | 15     |
| Österreich (Ö3)          | 6 (23 Wo.)        | 23     |
| Schweiz (IFPI)           | 43 (10 Wo.)       | 10     |

| ChartsJahrescharts (2003) | Platzierung |
| ------------------------- | ----------- |
| Deutschland (GfK)         | 48          |
| Österreich (Ö3)           | 38          |